# Park Mi-ra
Park Mi-ra (født. 20. April 1987) er en sydkoreansk håndboldspiller, som spiller for Sydkorea, og deltog under VM i håndbold 2013 i Serbien.